# Napoleon Charles Bonaparte

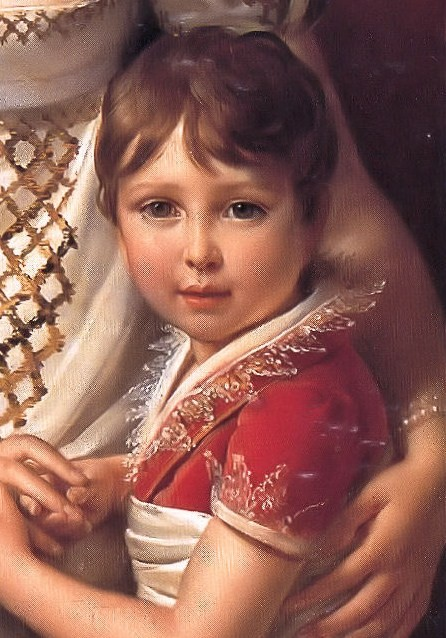
Portret al lui Napoleon Charles Bonaparte.

Napoléon Louis Charles Bonaparte (10 octombrie 1802 – 5 mai 1807) a fost fiul cel mare al lui Louis Bonaparte și a soției acestuia, Hortense de Beauharnais. Tatăl lui a fost fratele împăratului Napoleon; mama lui a fost fiica primei soții a lui Napoleon, Josephine de Beauharnais.
În momentul nașterii sale, unchiul său era Prim Consul al Franței și nu avea copii. Napoleon Charles era nepotul cel mare și privit ca potențial moștenitor, însă a murit de crup înainte să împlinească cinci ani, la 5 mai 1807.
Napoleon Charles a avut doi frați: cel mai mic dintre ei, Louis Napoleon, va deveni împărat sub numele de Napoleon al III-lea în 1852.